# گیاه‌پارچ کیتانگلاد
گیاه‌پارچ کیتانگلاد (نام علمی: Nepenthes kitanglad)، یک گونه از سرده گیاه‌پارچ‌ها و بومی فیلیپین است. تنها از کوه کیتانگلاد (Mount Kitanglad) در استان بوکیدنون، میندانائو و به‌عنوان گیاه هوازی در جنگل خزه‌ای در ارتفاع ۱۸۰۰ تا ۲۱۰۰ متری شناخته شده است.
گیاه‌پارچ کیتانگلاد متعلق به گروه غیررسمی گیاه‌پارچ باله‌دار است که شامل، گیاه‌پارچ باله‌دار، گیاه‌پارچ سسیلیا، گیاه‌پارچ گل‌قلمی، گیاه‌پارچ سارانگانی، گیاه‌پارچ کاپلاندی، گیاه‌پارچ منقرض، گیاه‌پارچ همیگویتان، گیاه‌پارچ فرا، گیاه‌پارچ راموس، گیاه‌پارچ لیته، گیاه‌پارچ نگروس و گیاه‌پارچ میندانائو می‌شود.
این گونه‌ها توسط تعدادی از خصوصیات ریخت‌شناسی، از جمله دمبرگ‌های بالدار، کلاهک‌هایی با برآمدگی‌های پایه در سطح پایین (اغلب به صورت ضمیمه) و پارچ‌های بالایی که معمولاً وسیع‌ترین نزدیک به پایه هستند، متحد می‌شوند.
گیاه‌پارچ کیتانگلاد در جلد دوم اثر استوارت مک فرسون (Stewart McPherson) در سال ۲۰۰۹، گیاهان پارچ دنیای قدیم (Pitcher Plants of the Old World) به تصویر کشیده شد، جایی که به‌طور آزمایشی به عنوان گیاه‌پارچ سارانگانی شناخته شد.